# Kehrbach (Gemeinde Langschlag)
Kehrbach ist eine Ortschaft und eine Katastralgemeinde der Marktgemeinde Langschlag im Bezirk Zwettl in Niederösterreich. Die Ortschaft hat 66 Einwohner (Stand 1. Jänner 2024).
Zur Katastralgemeinde zählen auch die Rotte Kehrbach Fabrik sowie der Kerbelhof.

## Siedlungsentwicklung
Zum Jahreswechsel 1979/1980 befanden sich in der Katastralgemeinde Kehrbach insgesamt 32 Bauflächen mit 15.306 m² und 6 Gärten auf 2.141 m², 1989/1990 gab es 32 Bauflächen. 1999/2000 war die Zahl der Bauflächen auf 63 angewachsen und 2009/2010 bestanden 42 Gebäude auf 62 Bauflächen.

## Geschichte
Der Ort wird 1331 zum ersten Mal schriftlich als Cherpach erwähnt, östlich des Ortes lag der Burgstall Kehrbach, heute der Kerbelhof.
Im Eintrag der Josephinischen Fassion aus Jahre 1786/87 gab es im heutigen Ort 21 Häuser.
Im Jahr 1822 wurde der Ort als Dorf mit insgesamt 23 Häusern genannt, das nach Langschlag eingepfarrt war, wohin auch die Kinder eingeschult wurden. Die Herrschaft Großpertholz besaß die Ortsobrigkeit, die Herrschaft Weitra übte die Landgerichtsbarkeit aus, die Herrschaft Großpertholz besorgte die Konskription und hatte die Grundherrschaft inne.
Nach der Entstehung der Ortsgemeinden 1849 wurde der Ort eine Katastralgemeinde der Gemeinde Fraberg.
Laut Adressbuch von Österreich waren im Jahr 1938 in Kehrbach ein Tischler und einige Landwirte ansässig.
Im Zuge der Niederösterreichischen Kommunalstrukturverbesserung wurde der Ort durch die Auflösung der Gemeinde Fraberg am 1. Januar 1967 ein Teil der Gemeinde Langschlag.

## Bodennutzung
Die Katastralgemeinde ist landwirtschaftlich geprägt. 152 Hektar wurden zum Jahreswechsel 1979/1980 landwirtschaftlich genutzt und 207 Hektar waren forstwirtschaftlich geführte Waldflächen. 1999/2000 wurde auf 112 Hektar Landwirtschaft betrieben und 247 Hektar waren als forstwirtschaftlich genutzte Flächen ausgewiesen. Ende 2018 waren 103 Hektar als landwirtschaftliche Flächen genutzt und Forstwirtschaft wurde auf 249 Hektar betrieben. Die durchschnittliche Bodenklimazahl von Kehrbach beträgt 14 (Stand 2010).